# George C. Scott
George Campbell Scott (Wise, Virgínia, 18 d'octubre de 1927 - Westlake Village, Califòrnia, 22 de setembre de 1999) va ser un actor, director de cinema i productor estatunidenc.

## Biografia
Nascut a Wise, en l'estat de Virgínia amb el nom de George Campbell Scott. La seva mare va morir quan tenia vuit anys i el seu pare, que era un executiu de l'empresa Buick, es va ocupar d'ell. El 1945 Scott es va allistar en els marines i va estar durant quatre anys en actiu però no va arribar a ser al front, va ser destinat la resta del servei com a soldat-enterramorts en el Cementiri d'Arlington on inhumava desenes de soldats cada dia provinents dels fronts d'Europa i el Pacífic. Aquesta activitat el va submergir en l'alcohol i quan va descobrir la seva passió per la interpretació va deixar l'alcoholisme.
| «   | "Em vaig convertir en actor per escapar de la meva pròpia personalitat. Mai no m'ha costat empatitzar amb un personatge perquè no m'aprecio massa a mi mateix. "- | » |
| — . | |   |

 Quan es va llicenciar va decidir estudiar periodisme a la universitat de Missouri. Allà va actuar en alguna ocasió en el teatre universitari, i va descobrir la seva passió per la interpretació. Es va preparar per a aquesta activitat i va marxar després a Nova York a provar sort al teatre.
Cap a finals dels anys 1950 va aconseguir un paper a Ricard III que va resultar un gran èxit, arran del qual els crítics es van fixar en aquest jove actor desconegut. Aviat va rebre ofertes per a la televisió, que generalment eren papers d'obres teatrals que es gravaven en directe, i que constituïen una bona escola per a tots els actors.
El 1959 Scott va aconseguir el seu primer paper important en el cinema, a la pel·lícula Anatomia d'un assassinat en la que va interpretar el fiscal inflexible... Aquest paper li va suposar una nominació a l'oscar al millor actor secundari. Scott era del tot contrari als Oscar, ja que considerava que era una manera de promocionar els actors i de fer negoci. Quan el 1962 va ser nominat novament, en aquesta ocasió per The Hustler, amb Paul Newman, va enviar una nota que deia "No, gràcies." rebutjant la nominació. No obstant això, l'Acadèmia no va semblar prendre's malament la seva actitud, ja que el 1963 va ser nominat per tercera vegada per la pel·lícula de suspens The List of Adrian Messenger.

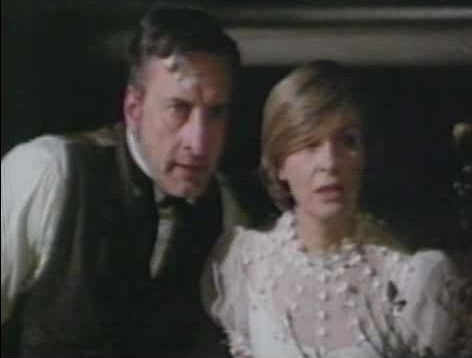
Trailer del film They Might Be Giants (1971)

 A l'any següent Scott va intervenir al paper de general en la comèdia antibel·licista de Stanley Kubrick Dr. Strangelove. Va declarar en repetides ocasions que aquesta va ser la seva pel·lícula favorita de les que havia fet, i que se sentia culpable per haver cobrat honoraris tenint en compte com de bé s'ho havia passat en el rodatge.
El 1970 va fer la seva millor pel·lícula, Patton, en la que encarna el famós general en cap de la Segona Guerra Mundial. En aquesta ocasió, va guanyar l'Oscar al millor actor, però Scott, fidel 
a les seves idees, va romandre a casa seva veient un partit d'hoquei a la televisió, i va rebutjar el premi. Va ser la primera vegada que tal esdeveniment va tenir lloc. El 1972, Marlon Brando també rebutjaria el premi.
Convertit definitivament en un dels grans actors de caràcter, Scott va alternar a partir de llavors les seves aparicions en el cinema amb intervencions en pel·lícules i minisèries de televisió, que cada vegada van ser més freqüents en comparació amb el cinema, fins a l'extrem que va intervenir en una o dues produccions per a la televisió cada any. També es va dedicar al teatre, en el qual va aparèixer regularment.

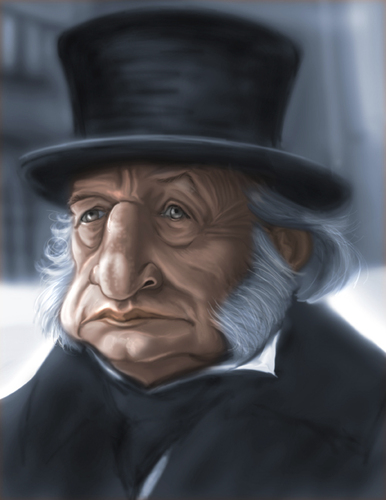
Caricatura de Scott com Scrooge (1984)

## Vida personal
Scott mai no va deixar del tot l'alcoholisme i va reincidir moltes vegades, va tenir molts plets de taverna i una acusació per persecució sexual i va estar casat cinc vegades, dues d'elles amb la mateixa esposa, Colleen Dewhurst (1960 i 1965) amb la que va tenir dos fills; addicionalment va tenir aventures extramaritals fugaces amb algunes actrius de renom com Ava Gardner. La seva 5a unió va ser amb l'actriu Trisha Van Devere, matrimoni que va durar 27 anys però amb la que, en la data de la seva mort, ja estaven separats.
Va morir a Westlake Villane, Califòrnia, als 71 anys, com a conseqüència d'un problema vascular abdominal. Les seves restes es troben en el Cementiri Westwood Village Memorial Park de Los Angeles, Califòrnia.

### Casaments
- Carolyn Hughes, actriu, de 1951 a 1955, un fill
- Patricia Reed, actriu, de 1955 a 1960, dos fills
- Colleen Dewhurst, actriu, de 1960 a 1965, i de 1967 a 1972, dos fills.
- Trish Van Devere, actriu, de 1972 fins a la seva mort.

## Filmografia
- 1958: The Outcasts of Poker Flat (TV)
- 1959: L'arbre del penjat (The Hanging Tree): Dr. George Grubb
- 1959: Anatomia d'un assassinat (Anatomy of a Murder): Ajudant Fiscal Claude Dancer
- 1959: The Power and the Glory (TV): tinent
- 1960: Don Juan in Hell (TV): el dimoni
- 1961: El vividor (The Hustler): Bert Gordon
- 1962: The Brazen Bell: Arthur Lilly
- 1963: The List of Adrian Messenger: Anthony Gethryn
- 1964: Doctor Strangelove (Dr. Strangelove or: How I Learned to Stop Worrying and Love the Bomb): General 'Buck' Turgidson
- 1964: The Yellow Rolls-Royce: Paolo Maltese
- 1966: La Bíblia (The Bible: In the Beginning...): Abraham
- 1966: Not with My Wife, You Don't!: Tank Martin
- 1967: The Crucible (TV): John Proctor
- 1967: The Flim-Flam Man: Mordecai Jones
- 1968: Petúlia (Petulia): Archie Bollen
- 1969: Mirror, Mirror Off the Wall (TV)
- 1969: This Savage Land (TV): Jud Barker
- 1970: Patton: Gen. George S. Patton Jr.
- 1970: Jane Eyre (TV): Edward Rochester
- 1971: El detectiu i la doctora (They Might Be Giants): Justin Playfair
- 1971: The Last Run: Harry Garmes
- 1971: Anatomia d'un hospital (The Hospital): Dr. Bock
- 1972: Els nous centurions (The New Centurions): Kilvinski
- 1972: Rage: Dan Logan
- 1973: Oklahoma Crude: Noble 'Mase' Mason
- 1973: The Day of the Dolphin: Dr. Jake Terrell
- 1974: Un robatori molt boig (Bank Shot): Walter Upjohn Ballentine
- 1974: The Savage Is Loose: John
- 1975: Fear on Trial (TV): Louis Nizer
- 1975: The Hindenburg: Coronel Franz Ritter
- 1976: Beauty and the Beast (TV): The Beast
- 1977: Islands in the Stream: Thomas Hudson
- 1977: El príncep i el captaire (Crossed Swords): The Ruffler
- 1978: Columbo: Make Me a Perfect Murder (TV): tècnic de l'estudi de televisió
- 1978: Movie Movie: Gloves Malloy / Spats Baxter
- 1979: Porno dur (Hardcore): Jake VanDorn, àlias Jake DeFreese
- 1980: The Changeling: John Russell
- 1980: The Formula: Tinent Barney Caine LAPD
- 1981: Mister Lincoln (TV): Convidat
- 1981: Més enllà de l'honor (Taps) de Harold Becker: General intendent de BUNKER HILL
- 1981: Casey Stengel (TV): Convidat
- 1982: Oliver Twist (TV): Fagin
- 1983: China Rose (TV): Mr. Allen
- 1984: Ulls de foc (Firestarter): John Rainbird
- 1984: Conte de Nadal (A Christmas Carol) (TV): Ebenezer Scrooge
- 1985: Mussolini: The Untold Story (fulletó TV): Benito Mussolini
- 1986: Choices (TV): Evan Granger
- 1986: The Last Days of Patton (TV): General George S. Patton Jr.
- 1986: The Murders in the Rue Morgue (TV): Auguste Dupin
- 1987: Pals (TV): Jack Stobbs
- 1987: Mr. President (sèrie TV): President Samuel Arthur Tresch
- 1989: The Ryan White Story (TV): Charles Vaughan Sr
- 1990: The Exorcist III: Tinent William 'Bill' Kinderman
- 1990: The Rescuers Down Under: Percival C. McLeach (veu)
- 1990: Descending Angel (TV): Florian Stroia
- 1991: Brute Force (sèrie TV): Narrador (veu)
- 1991: Finding the Way Home (TV): Max Mittelmann
- 1993: Malice: Dr. Martin Kessler
- 1993: Curacao (TV): Cornelius Wettering
- 1994: Traps (sèrie TV): Joe Trapchek)
- 1994: In the Heat of the Night: A Matter of Justice (TV): Jutge Barton Walker
- 1995: Tyson (TV): Cus D'Amato
- 1995: Angus: Avi Ivan
- 1995: The Whipping Boy (TV): Blind George
- 1996: Titanic (TV): Capità Edward J. Smith
- 1997: Country Justice (TV): Clayton Hayes
- 1997: The Searchers (TV): Narrador
- 1997: 12 Angry Men (TV): Jurat 3
- 1999: Gloria: Ruby
- 1999: Rocky Marciano (TV): Pierino Marchegiano
- 1999: Inherit the Wind (TV): Matthew Harrison Brady

## Premis i nominacions

### Premis
- 1971: Oscar al millor actor per Patton. Va refusar la nominació i el premi, pretextant no sentir-se en competició amb els altres actors.
- 1971: Globus d'Or al millor actor dramàtic per Patton
- 1971: Primetime Emmy al millor actor per ITV Saturday Night Theatre
- 1998: Globus d'Or al millor actor secundari en una sèrie, minisèrie o telefilm per 12 Angry Men
- 1998: Primetime Emmy al millor actor secundari en minisèrie o telefilm per 12 Angry Men

### Nominacions
- 1960: Oscar al millor actor secundari per Anatomia d'un assassinat
- 1962: Oscar al millor actor secundari per El vividor
- 1962: Globus d'Or al millor actor secundari per El vividor
- 1962: Primetime Emmy al millor actor secundari per Ben Casey
- 1964: Primetime Emmy al millor actor en sèrie per East Side/West Side
- 1968: Primetime Emmy al millor actor dramàtic per The Crucible
- 1971: Globus d'Or al millor actor dramàtic per Patton
- 1971: BAFTA al millor actor per Patton
- 1972: Oscar al millor actor per Anatomia d'un hospital
- 1972: Globus d'Or al millor actor dramàtic per Anatomia d'un hospital
- 1972: Primetime Emmy al millor actor per Jane Eyre
- 1973: BAFTA al millor actor per Anatomia d'un hospital i They Might Be Giants
- 1977: Primetime Emmy al millor actor en especial per Hallmark Hall of Fame
- 1979: Globus d'Or al millor actor musical o còmic per Movie Movie
- 1985: Primetime Emmy al millor actor en especial per A Christmas Carol